# جهاز وزن
جهاز الوزن هي آلة تمرين تستخدم لتمارين القوة والتي تستخدم الجاذبية مصدرًا أساسي للمقاومة ومجموعة من الأجهزة البسيطة لنقل تلك المقاومة إلى الشخص الذي يستخدم الجهاز. كل من الأجهزة البسيطة (البكرة، الرافعة، العجلة، الميل) تغير الميزة الميكانيكية للآلة الإجمالية بالنسبة للوزن.

## آلات المكدس
تحتوي آلة المكدس — والتي تسمى أيضًا المكدس أو الرف — على مجموعة من الألواح المستطيلة المثقوبة بواسطة شريط عمودي به ثقوب محفورة فيه لقبول الدبوس. تحتوي كل لوحة على قناة في جانبها السفلي (أو فتحة في المنتصف، كما هو واضح في الصورة) تتماشى مع إحدى الفتحات. عندما يتم إدخال الدبوس من خلال القناة في الفتحة، تستقر جميع الألواح الموجودة فوق الدبوس عليه، ويتم رفعها عندما يرتفع الشريط. اللوحات أدناه لا ترتفع. يسمح ذلك لنفس الآلة بتوفير عدة مستويات من المقاومة على نفس نطاق الحركة مع تعديل يتطلب قوة قليلة جدًا لإنجازه في حد ذاته.
وتختلف وسائل رفع الشريط. تحتوي بعض الأجهزة على بكرة في الجزء العلوي من الشريط توضع على رافعة. عندما يتم رفع الرافعة، يمكن أن يرتفع الشريط للأعلى وتتحرك الأسطوانة على طول الرافعة، مما يسمح للشريط بالبقاء عمودياً. في بعض الأجهزة، يتم ربط الشريط بمفصلة على الرافعة، مما يتسبب في تأرجح الشريط والألواح أثناء صعود الرافعة لأعلى ولأسفل. وفي الأجهزة الأخرى، يتم ربط الشريط بكابل أو حزام، والذي يمر عبر بكرات أو فوق عجلة. سيكون الطرف الآخر من الكابل إما مقبضًا أو حزامًا يحمله المستخدم أو يلفه حول بعض أجزاء الجسم، أو سيتم ربطه برافعة، مما يضيف المزيد من الأجهزة البسيطة إلى السلسلة الميكانيكية.
عادة، يتم تمييز كل لوحة برقم. في بعض الأجهزة، تعطي هذه الأرقام الوزن الفعلي للوحة وتلك الموجودة فوقها. في بعض الحالات، يعطي الرقم القوة عند نقطة تشغيل المستخدم مع الجهاز. وفي بعض الأجهزة يكون الرقم مجرد مؤشر يحسب عدد اللوحات التي يتم رفعها.

## الأجهزة المحملة بالألواح
تستخدم الأجهزة المحملة باللوحة (مثل آلة سميث أو آلة ضغط الأرجل من النوع المزلج) ألواح الحديد القياسية بدلاً من أكوام الألواح المقيدة. إنها تجمع بين نهاية شريطية لتعليق الألواح عليها مع العديد من الأجهزة البسيطة لنقل القوة إلى المستخدم.
غالباً ما تتمتع الأجهزة المحملة بالألواح بميزة ميكانيكية عالية جداً، وذلك بسبب الحاجة إلى إفساح المجال للألواح الكبيرة على نطاق واسع من الحركة متتبعة مسارًا يجعلها تتقارب عند طرف أو آخر. كما أن الحركة بشكل عام لن تكون عمودية، والمقاومة الصافية تساوي جيب تمام الزاوية التي تتحرك بها بالنسبة إلى الوضع الرأسي.
على سبيل المثال، لنفترض أن آلة الضغط المائلة عبارة عن آلة ذات رافعة واحدة تحتوي على الصفائح في منتصف المسافة أعلى الرافعة من المقابض إلى نقطة الارتكاز ، وتبدأ في تحريك الصفائح بزاوية 45 درجة من الوضع الرأسي. ستوفر الرافعة ميزة رافعة مالية قدرها 2:1، وسيكون للميل ميزة قدرها 1:√2/2، للحصول على ميزة ميكانيكية صافية قدرها (4/√2):1 ≈ 2.8:1 . وبالتالي، فإن 50 kg ( ~491 N ) من الصفائح سوف تنطبق على المستخدم فقط بوزن مساوٍ يبلغ 18 kg أو قوة تبلغ ~174 N في بداية الحركة.
على الطرف الآخر من الطيف، قد تكون هناك آلة ثني فوق الصفوف مصممة بحيث تكون قبضة المستخدم بين الألواح ونقطة الارتكاز. يؤدي هذا إلى تضخيم القوة التي يحتاجها المستخدم بالنسبة لوزن الألواح.

## انظر ايضا
- آلة الكابلات
- آلة سميث
- مدرب شخصي